# Schwimmgürtel
Der Schwimmgürtel ist eine Schwimmhilfe, die aus Auftriebskörpern besteht, die mittels eines Gürtels um den Leib geschnallt werden.

## Geschichte

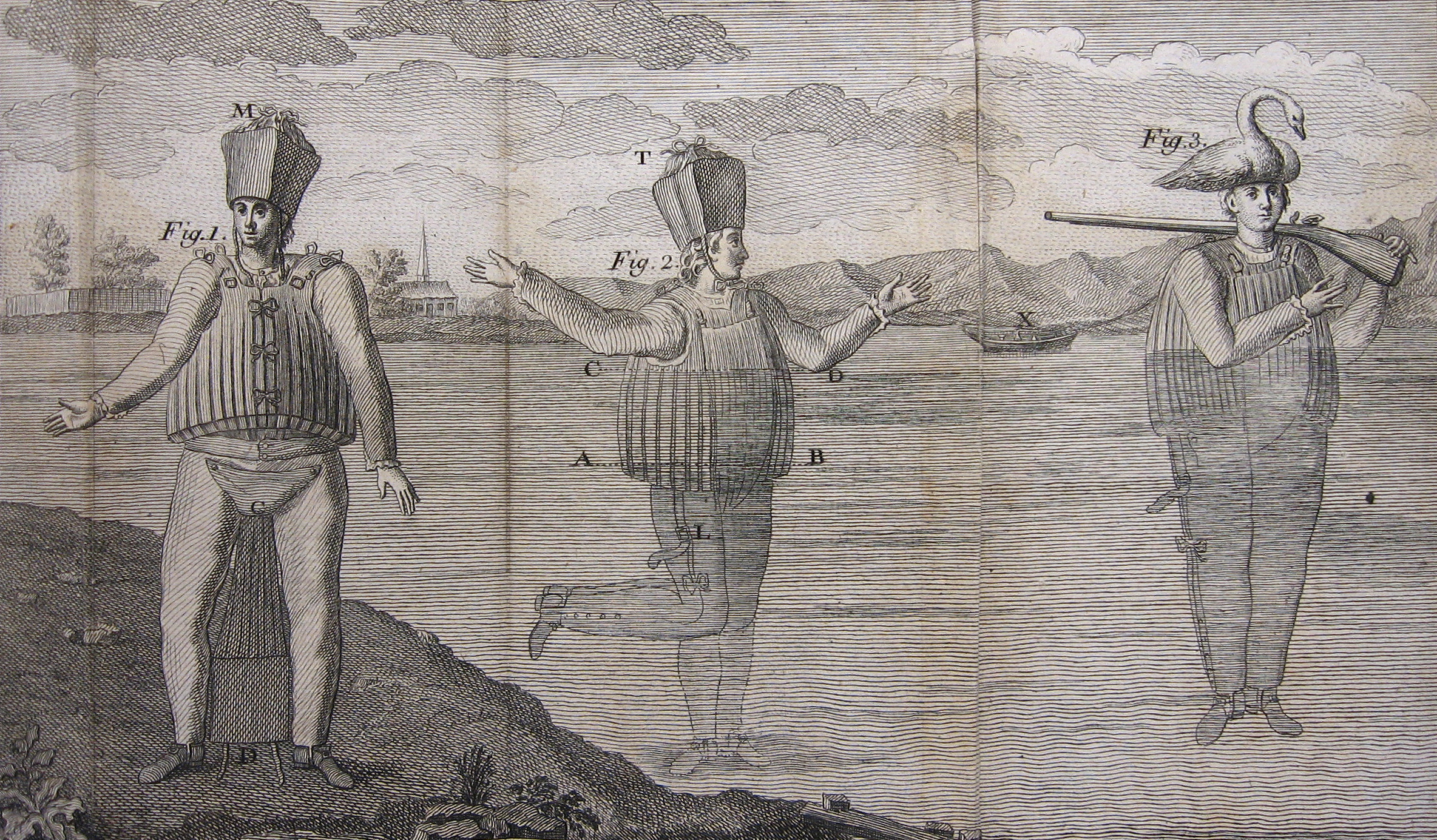
La Chapelles Schwimmanzug

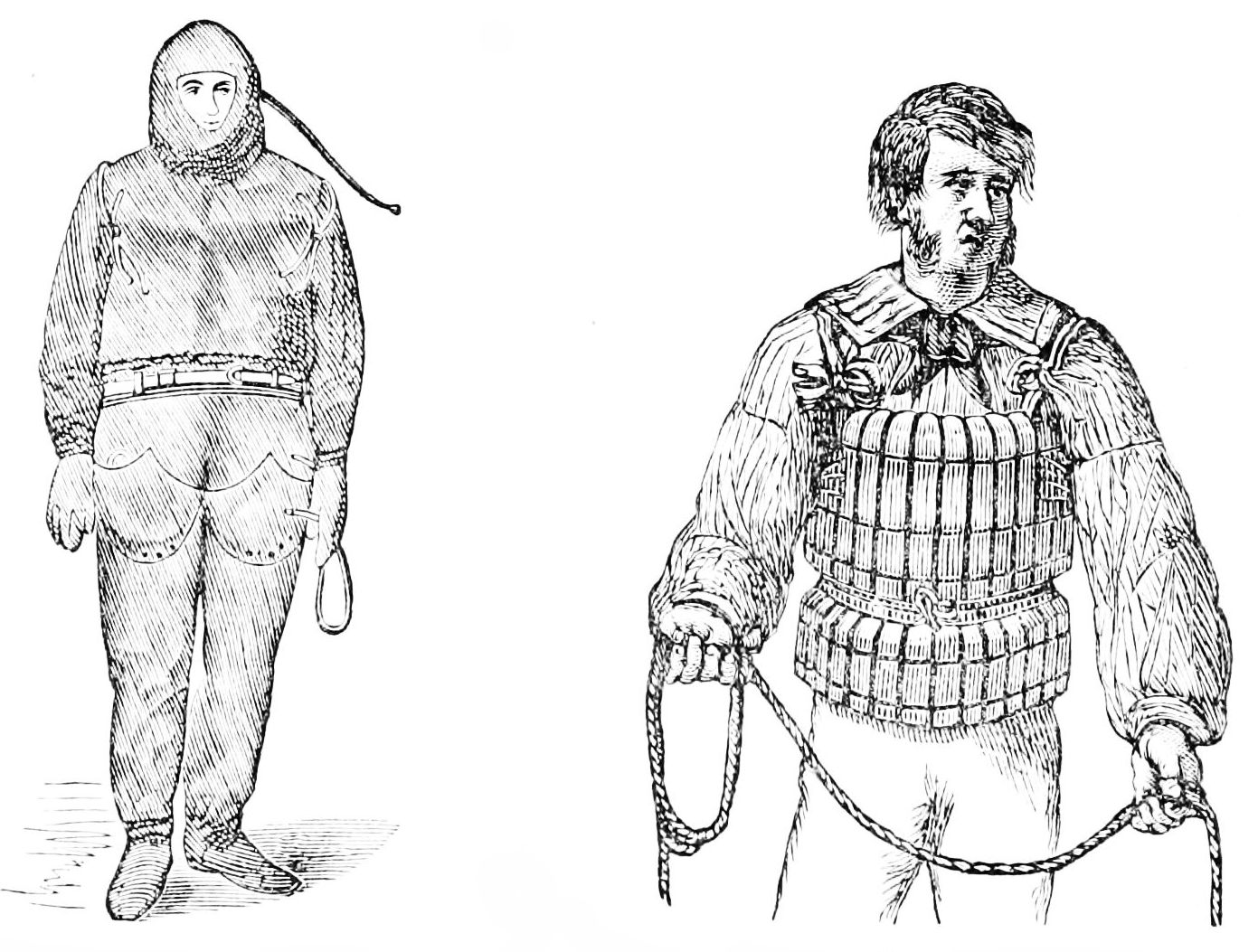
Schwimmgürtel 1879 (rechts)

Über die Nutzung von Kork als Auftriebshilfe gibt es bereits Berichte aus der Zeit der Griechen und Römer. Der römisch-deutscher König Maximilian I. (1459–1519) soll 1488 aus Brügge, wo er auf der Burg gefangen war, mit einem Schwimmgürtel der Belagerung entkommen sein. Magnus Pegelius (1547–1619) berichtete 1604 von einem Schwimmgürtel.
1617 brachte Franz Kessler (1580–1650) sogenannte Lufthosen als Schwimmhilfen auf den Markt, die laut Krünitz mit Riemen und Schnallen versehen waren, um sie fest mit dem Körper zu verbinden. An diesem Gürtel wurden, so Krünitz, „zwei Beutel von Hundsleder“, die mit Terpentin und Wachs abgedichtet waren und durch Holzröhrchen aufgeblasen werden konnten, befestigt. 1630 verbreitete Petrus Wormius in den Niederlanden eine ähnliche Erfindung.
Um 1691 wurde ein sogenannter Wasserschild aus Holz angeboten, in dem auch Briefe und kleine Gegenstände, die nicht nass werden durften, beim Schwimmen transportiert werden konnten. Hofrat Hennings aus Jena schlug vor, als Material für eine solche Konstruktion Blech zu benutzen. Auf das Material Kork griffen im 18. Jahrhundert wieder Johann Friedrich Bachstrom (1686–1742) und Jean-Baptiste de La Chapelle (1710–1792) zurück. Speziell für die Rettung von Schiffbrüchigen entwarf ein gewisser Daubeste in Lyon einen Schwimmgürtel. Schon 1805 wurde diskutiert, ob man den Schwimmgürtel gesetzlich vorschreiben sollte.

## Zitate
- Θεοῦ θέλοντος κἂν ἐπὶ ῥεπὸς πλέοις („mit Gottes Hilfe kannst du auch auf einer Binsenmatte schwimmen“) ist eine griechische Floskel, die wahrscheinlich darauf hinweist, dass griechische Kinder sich mit Zweigen oder Ähnlichem als einer Art Schwimmgürtel behalfen, um an der Wasseroberfläche zu bleiben.[6]
- Horaz prägte in seinen Sermones den Ausdruck „sine cortice nare“[7] („ohne Kork schwimmen“) im Sinne von keine Hilfe benötigen.[8]
- Von Christian Morgenstern stammt die Sentenz „Philosophen sind Schwimmgürtel, gefügt aus dem Kork der Sprache.“[9]